# Sacramentario di Carlo il Calvo
Il sacramentario di Carlo il Calvo è un frammento di manoscritto miniato incompleto del periodo carolingio conservato al dipartimento dei manoscritti della Biblioteca nazionale di Francia a Parigi e archiviato con il codice Ms. lat. 1141.

## Storia
Questo sacramentario fu composto intorno all'869-870 dalla scuola di palazzo di Carlo il Calvo. Non si conosce l'ubicazione dello scriptorium che lo produsse poiché l'abbazia di San Martino di Tours fu distrutta nell'853 dai Normanni. 
In passato sono state indicate le abbazie di Saint-Denis e Corbie, ma l'ipotesi è stata scartata. François Heber-Suffrin,  sulla base di criteri stilistici, ha avanzato l'interpretazione che potrebbe essere stata prodotta a Metz. Si dice che il manoscritto sia stato donato alla cattedrale di Saint-Etienne a Metz per l'incoronazione di Carlo il Calvo a re di Lotaringia, intorno all'869, e la sua decorazione è simile a quella di altri due manoscritti dello stesso committente: il Codex Aureus di Sant Emmerano e la Bibbia di San Paolo fuori le mura.
Si riteneva che il manoscritto fosse stato conservato fino al XVII secolo a Metz. Tuttavia, una nota in una copia di questo manoscritto (BNF, Lat.9447) indica che è passato per l'abbazia di Jumièges prima di entrare in possesso del bibliofilo Jean Ballesdens. Il manoscritto fu acquistato da Colbert nel 1675 (n. 1844). Nel 1732 fu lasciato dai suoi eredi in eredità alla Bibliothèque royale il cui patrimonio appartiene ora alla Biblioteca nazionale di Francia.

## Titolo
Si tratta di uno dei manoscritti del Sacramentarium Gregorianum Hadrianum, secondo il nome di sancto Gregorio papa romano. Il titolo in lettere maiuscole d'oro, verdi e vermiglie appare sul foglio 1: In nomine Domini. Incipit liber sacramentorum de circulo anni, a sancto Gregorio papa romano editus, qualiter missa romana celebratur, hoc est, imprimis introitus qualis fuerit statutis temporibus, sive diebus festis seu contidianis diebus ...”.

## Descrizione
Il manoscritto è composto da dieci fogli di pergamena di 27 cm per 21 cmv 2. È considerato incompiuto e contiene solo l'inizio del Canone della Messa. Il testo è privo della parola "Amen". Le poche pagine che compongono il testo sono decorate con due grandi capilettera istoriate e cinque miniature, di cui quattro a piena pagina. Le pagine del testo sono lussuosamente bordate e in parte scritte a penna in oro o viola.
La prima miniatura (foglio 2v) raffigura una scena di incoronazione, con un re in piedi in abito corto che riceve la corona da due arcivescovi in abiti liturgici. In base al vestiario, il re è stato identificato come Carlo il Calvo, ma la giovinezza del suo volto mette in dubbio questa ipotesi. Potrebbe trattarsi di una semplice rappresentazione allegorica. La seconda miniatura a fronte (foglio 3r) raffigura San Gregorio Magno, che secondo la tradizione è l'autore del Sacramentario gregoriano.
La prima raffigurazione di Cristo (foglio 5r) lo rappresenta in gloria, in una mandorla, in trono sulla sfera universale e circondato dagli evangelisti e dai loro simboli, da dieci angeli e da un serafino. La miniatura successiva raffigura la gerarchia celeste in cinque registri, con tre angeli, poi sei apostoli, tra i quali San Pietro, sette santi martiri con le palme, sei chierici tonsurati e tre santi preceduti dalla Vergine Maria. Di fronte (foglio 6r) un'altra rappresentazione di Cristo in gloria sopra il testo del Sanctus, circondato da due simboli antichi: un'allegoria dell'acqua sotto forma di Oceano, il titano, e della Terra sotto forma di una donna che allatta due bambini.
Nella Crocifissione (foglio 6v), la Croce diventa una T maiuscola. Cristo guarda serenamente verso destra, non sembra soffrire e ha vinto il male simboleggiato dal serpente.

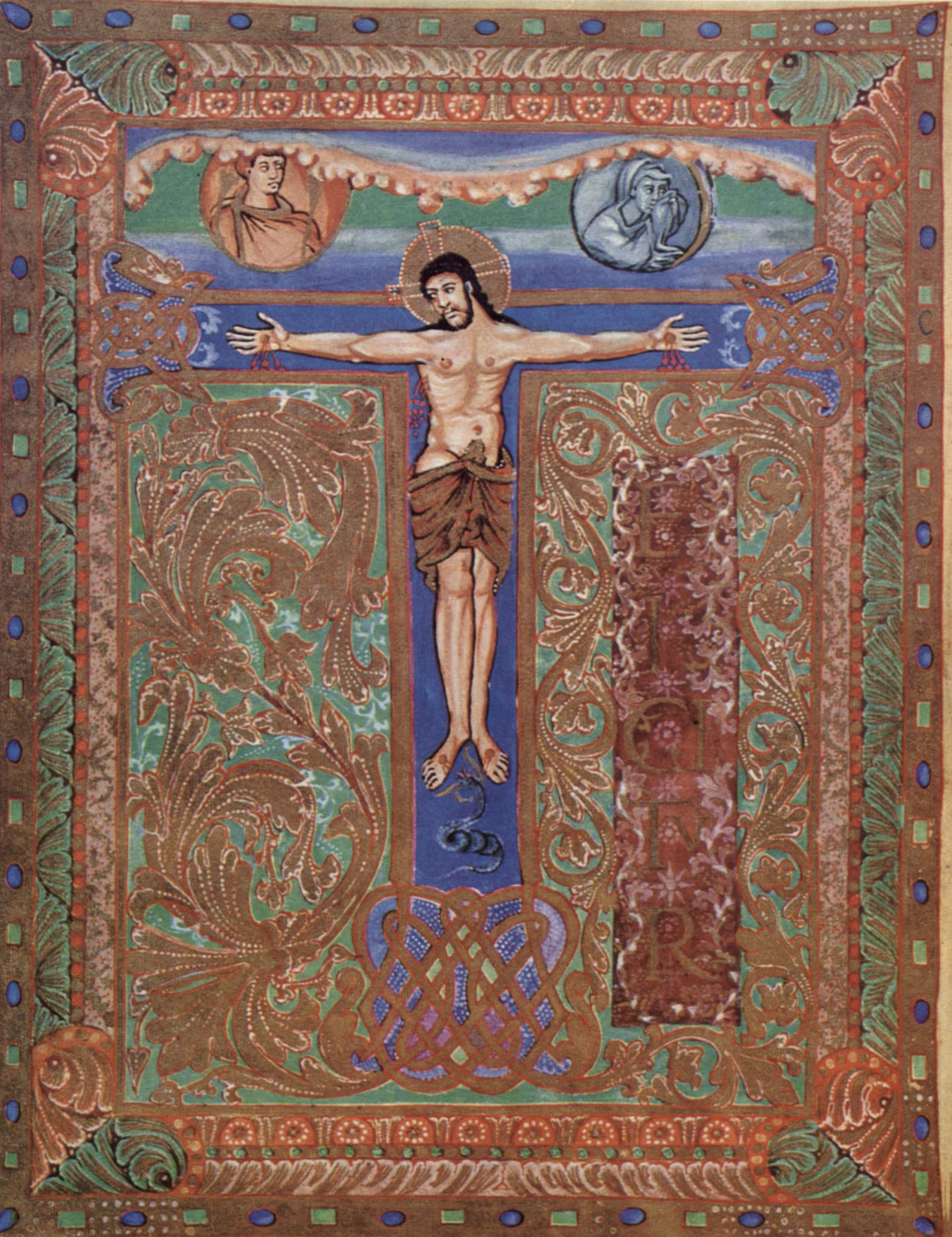
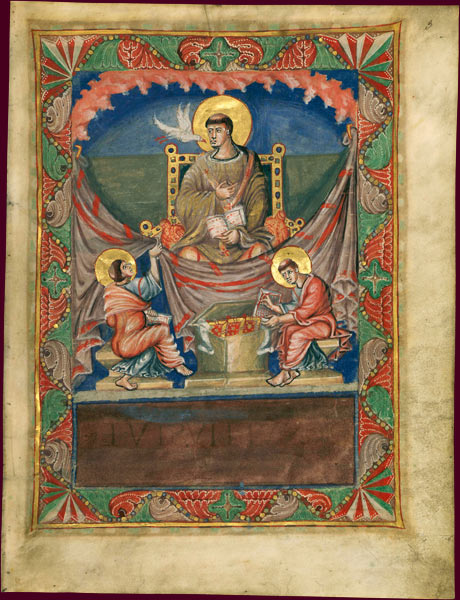